# Cantone di Le Grand-Lemps
Il Cantone di Le Grand-Lemps è una divisione amministrativa dell'arrondissement di La Tour-du-Pin e dell'arrondissement di Grenoble.
A seguito della riforma approvata con decreto del 18 febbraio 2014, che ha avuto attuazione dopo le elezioni dipartimentali del 2015, è passato da 13 a 32 comuni.

## Composizione
I 13 comuni facenti parte prima della riforma del 2014 erano:
- Apprieu
- Belmont
- Bévenais
- Biol
- Bizonnes
- Burcin
- Châbons
- Colombe
- Eydoche
- Flachères
- Le Grand-Lemps
- Longechenal
- Saint-Didier-de-Bizonnes

Dal 2015 i comuni appartenenti al cantone sono i seguenti 32:
- Apprieu
- Belmont
- Bévenais
- Bilieu
- Biol
- Bizonnes
- Blandin
- Burcin
- Châbons
- Charavines
- Chassignieu
- Chélieu
- Chirens
- Colombe
- Doissin
- Eydoche
- Flachères
- Le Grand-Lemps
- Izeaux
- Longechenal
- Massieu
- Montferrat
- Montrevel
- Oyeu
- Paladru
- Panissage
- Le Pin
- Saint-Didier-de-Bizonnes
- Saint-Ondras
- Saint-Sulpice-des-Rivoires
- Valencogne
- Virieu